# Larca bosselaersi
Espèce
Larca bosselaersi est une espèce de pseudoscorpions de la famille des Larcidae.

## Distribution
Cette espèce est endémique de Crète en Grèce. Elle se rencontre à Ágios Nikólaos dans la grotte de Mílatos.

## Description
La femelle holotype mesure 2,67 mm et le mâle paratype 1,90 mm.

## Étymologie
Cette espèce est nommée en l'honneur de Jan Bosselaers.

## Publication originale
- Henderickx & Vets, 2002 : A new Larca (Arachnida: Pseudoscorpiones: Larcidae) from Crete. Bulletin of the British Arachnological Society, vol. 12, no 6, p. 280-283 (texte intégral).